# Fabio Grosso
Fabio Grosso, Cavaliere Ufficiale OMRI (n. 28 noiembrie 1977, Roma, Italia) este un fotbalist italian retras din activitate, care a jucat pe post de fundaș lateral la echipe ca Perugia, Renato Curi Angolana⁠(d) și S.S. Chieti Calcio⁠(d). Pe plan internațional, are prezențe la națională pentru Italia. După încheierea carierei, a devenit antrenor, și antrenează în prezent pe US Sassuolo Calcio.
Împreună cu naționala Italiei a câștigat Campionatul Mondial de Fotbal din 2006. Grosso a jucat în primul rând pe postul de fundaș dreapta, dar a fost folosit și ca mijlocaș de bandă. A marcat golul decisiv în semifinalele Campionatului Mondial din 2006 împotriva Germaniei, de asemenea a marcat și golul decisiv din finala din 2006 cu Franța la loviturile de departajare.

## Carieră

### La echipe de club
Primul club la care a evoluat Fabio a fost Renato Curi Angolana, club care juca, pe atunci, în Abruzzo Eccellenza, una din seriile ligii a șasea fotbalistice din Italia. A evoluat aici până în anul 1998, în acest an trecând în Serie C2, la formația Chieti Calcio.
A evoluat la Chieti între 1999 și 2001, petrecând trei sezoane la această formație, timp în care a marcat 17 goluri în 68 de partide. În acel moment, Grosso evolua pe postul de mijlocaș ofensiv. În anul 2001, Grosso a părăsit această formație pentru un transfer la mult mai galonata Perugia Calcio.
La Perugia, Grosso a fost reprofilat de către excentricul antrenor Serse Cosmi, care i-a recomandat să joace pe postul de fundaș stânga sau aripă stângă. A fost reținut în lotul acestei formații până în anul 2004, când, în prima lună a acestui an, a ajuns la formația siciliană US Citta di Palermo.
La Palermo, Grosso s-a remarcat și a reușit să ajungă, de aici, și la echipa națională. De la Palermo, formație pentru care a evoluat în 69 de partide și a marcat un singur gol, Fabio Grosso s-a transferat la Internazionale Milano, imediat după Campionatul Mondial de Fotbal din 2006. Suma de transfer s-a ridicat la cinci milioane și jumătate de euro.
Pentru Internazionale Milano a evoluat un singur sezon, reușind să câștige primul său titlu de campion al Italiei. Datorită concurenței acerbe de la formația italiană, Grosso nu a reușit să strălucească și la formația lombardă și a fost vândut la campioana Franței, Olympique Lyonnais pentru 7,5 milioane de euro. Grosso a reușit un prim sezon foarte bun la Olympique Lyon, în urmă căruia a câștigat primul său titlu de campion al Franței, Cupa Franței și Supercupa Franței. Se accidentează și se întoarce la Juventus, de unde se retrage din activitatea fotbalistică.

### Echipa națională
Fabio Grosso a debutat la echipa națională a Italiei în perioada în care juca la Perugia Calcio, mai precis în anul 2003. El a fost preferat pe partea stângă de către Marcello Lippi, cel care l-a trecut pe partea dreaptă pe Gianluca Zambrotta pentru a-i face loc în echipă lui Grosso.
Primul gol marcat de Grosso la echipa națională s-a consemnat într-un meci din preliminariile Campionatului Mondial de Fotbal 2006. Datorită unor evoluții foarte bune din partea lui Grosso în aceste calificări, el a fost, pentru prima oară în cariera sa, selecționat la un turneu final. Și nu avea să îl dezamăgească pe antrenorul Marcello Lippi. În minutul 119 al semifinalei cu Germania, țara gazdă, Grosso a marcat un gol crucial, care avea să fie decisiv pentru italieni. Alessandro Del Piero avea să marcheze golul doi în minutul 120, gol venit însă pe seama unui contraatac datorat atacurilor disperate ale germanilor, care încercau să egaleze.
După ce a marcat golul, Grosso s-a bucurat la fel ca Marco Tardelli, alergând, cu lacrimi în ochi și urlând de fericire, către banca de rezerve a formației sale. Grosso pusese umărul și la calificarea Italiei în sferturi, obținând un penalty în minutul 90 al meciului cu Australia, la scorul de 0-0. Penalty-ul a fost transformat de Francesco Totti iar Italia a mers mai departe.
În finala Campionatului Mondial, jucată împotriva Franța și ajunsă la loviturile de departajare, Fabio a marcat din penalty-ul decisiv, aducând cel de-al patrulea titlu mondial pentru țara sa.
În 2008, Fabio a fost selecționat de către noul antrenor al Italiei, Roberto Donandoni, la Campionatul European de Fotbal din Austria și Elveția. A fost și pe lista lungă a jucătorilor convocați pentru CM 2010, dar a fost lăsat acasă împreună cu coechipierul său, Candreva.

## Palmares

### Club

#### Internazionale
- Serie A: 2007
- Supercoppa Italiana: 2006

#### Lyon
- Ligue 1: 2007–08
- Coupe de France: 2007–08
- Supercupa Franței: 2007

### Echipa națională
- Campionatul Mondial de Fotbal: 2006